# ایستگاه متروی اسنیرزبروک
ایستگاه اسنارزبروک یک ایستگاه از خط مرکزی و از خطوط متروی لندن است؛ که در منطقه اسنارزبروک قرار دارد و در ۲۲ اوت ۱۸۵۶ افتتاح شده‌است.

## نگارخانه

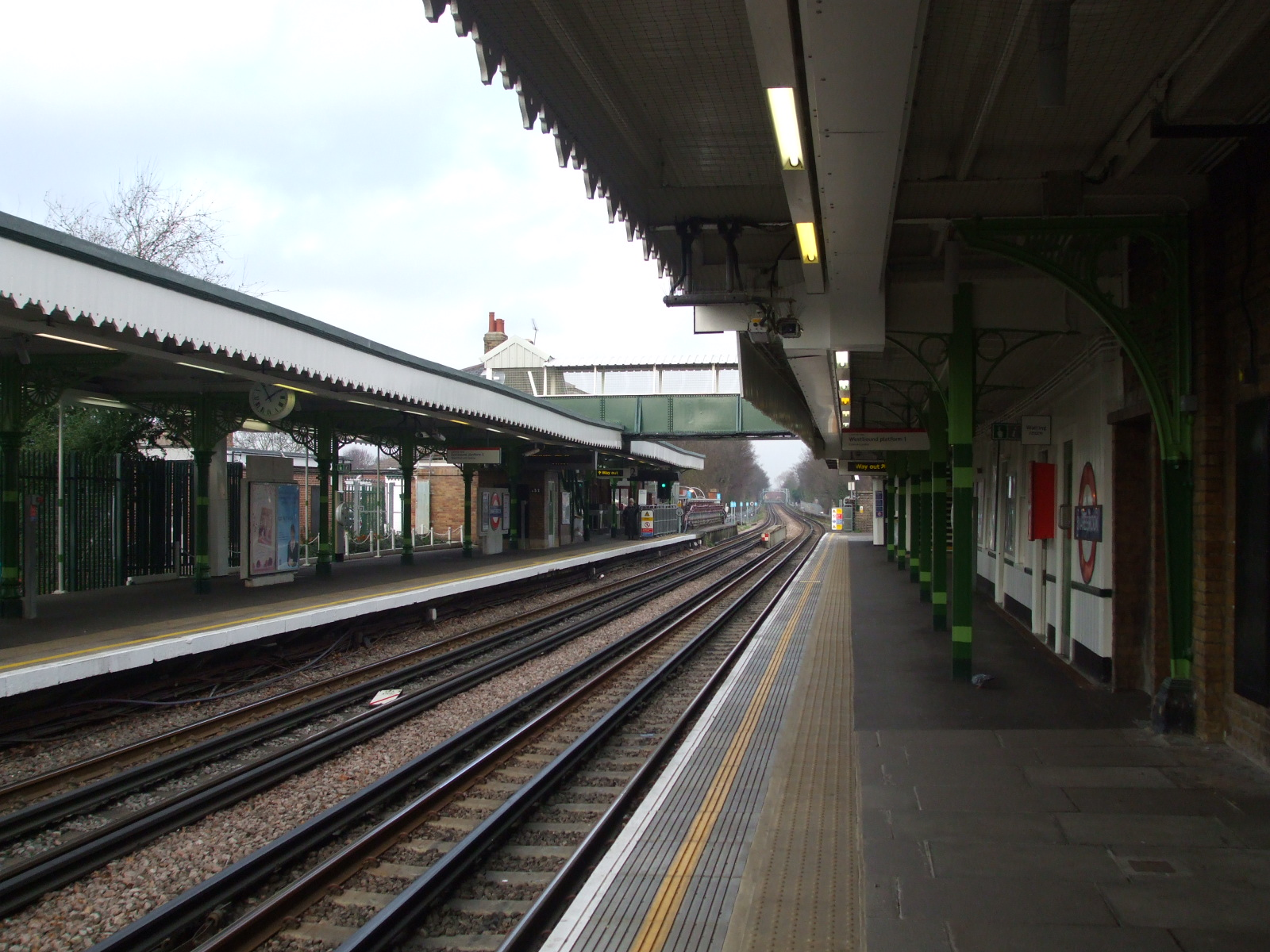
Looking north ("eastbound")
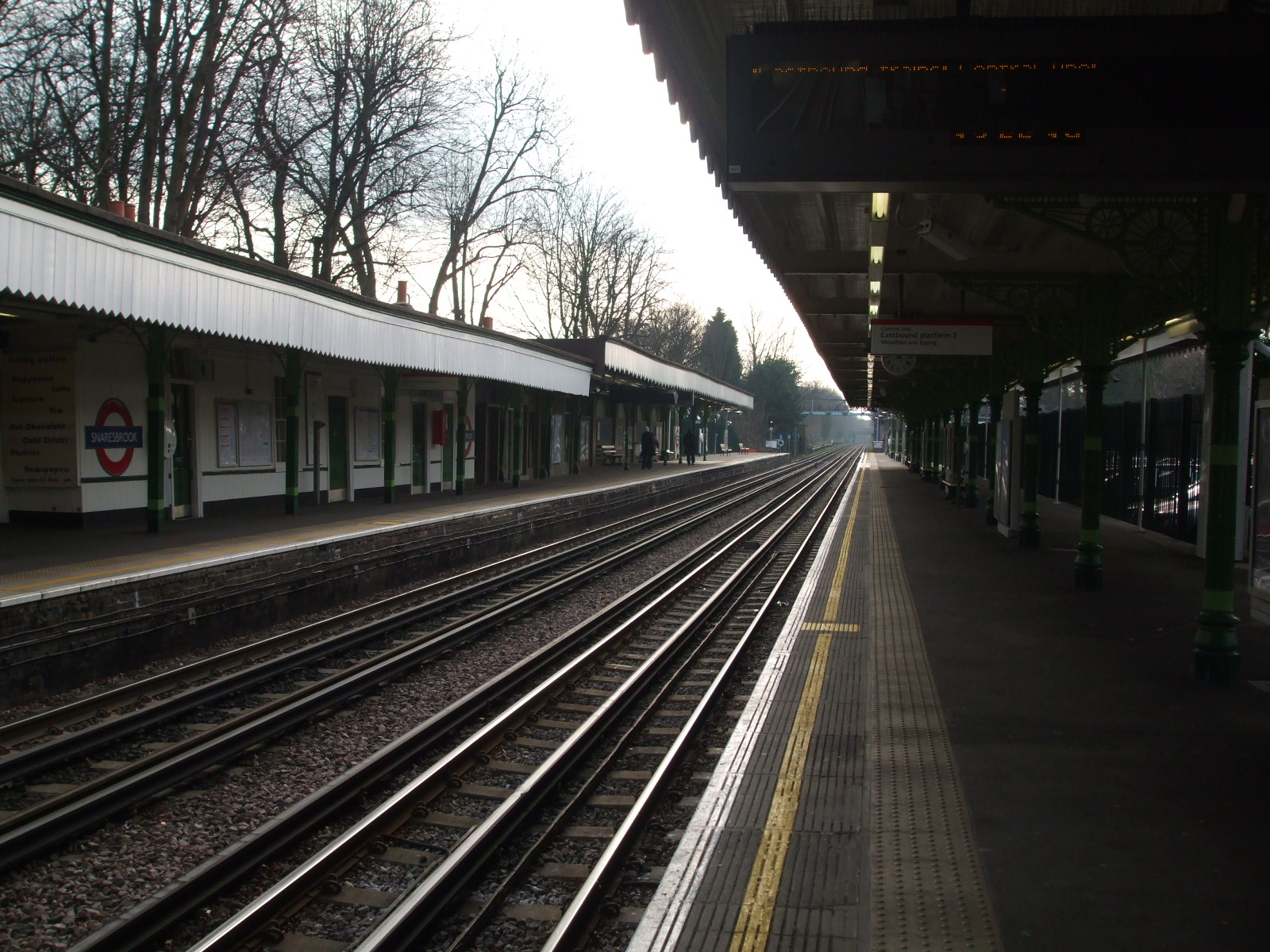
Looking south ("westbound")
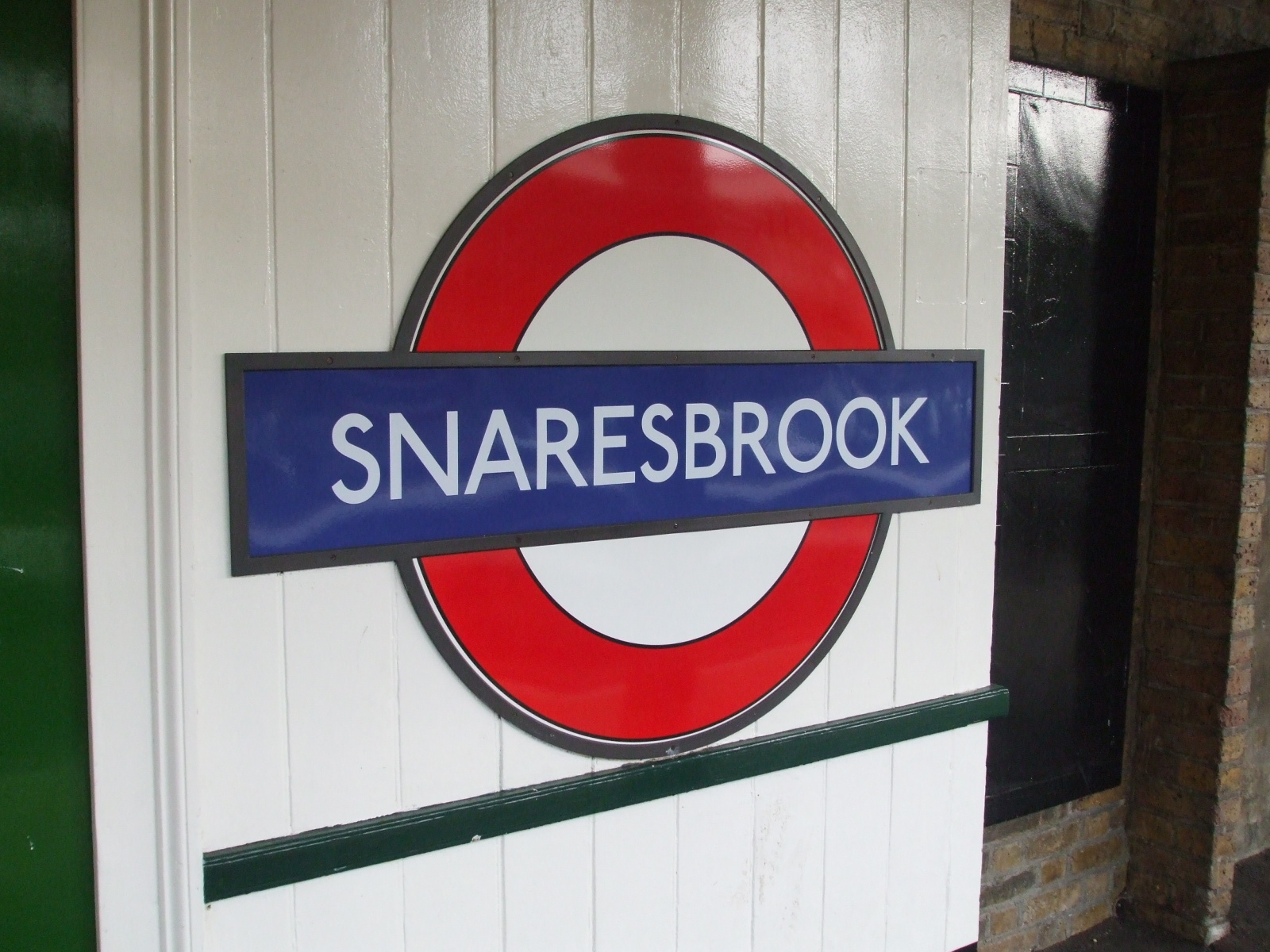
Concrete roundel on the eastbound platform